# Жанабазар
Жанабазар (каз. Жаңабазар) — село в Казыгуртском районе Туркестанской области Казахстана. Административный центр Жанабазарского сельского округа. Находится примерно в 27 км к северо-востоку от районного центра, села Казыгурт. Код КАТО — 514035100.

## Население
В 1999 году население села составляло 2656 человек (1330 мужчин и 1326 женщин). По данным переписи 2009 года, в селе проживали 2854 человека (1457 мужчин и 1397 женщин).